# イーゾラ・ドヴァレーゼ
イーゾラ・ドヴァレーゼ（伊: Isola Dovarese）は、イタリア共和国ロンバルディア州クレモナ県にある、人口約1,100人の基礎自治体（コムーネ）。

## 地理

### 位置・広がり

#### 隣接コムーネ
隣接するコムーネは以下の通り。括弧内のMNはマントヴァ県所属を示す。
- カンネート・スッローリオ (MN)
- カザルロマーノ (MN)
- ペッシーナ・クレモネーゼ
- ピアーデナ・ドリッツォーナ (ドリッツォーナ)
- トッレ・デ・ピチェナルディ
- ヴォロンゴ

### 気候分類・地震分類
気候分類では、zona E, 2389 GGに分類される。
また、イタリアの地震リスク階級 (it) では、zona 3 (sismicità bassa) に分類される
。

## 姉妹都市
- Velaux、フランス